# Magyarhoni Földtani Társulat
Az 1848-ban megalakult  Magyarhoni Földtani Társulat (rövidítve: MFT) Magyarország egyik legrégebben alapított, ma is működő tudományos egyesülete. A Földtani Közlöny kiadója.

## Története
A Magyarhoni Földtani Társulat 1848-ban Videfalván alakult meg. 
Első  éveinek történetét Kováts Gyula titoknok adta közre 1852-ben az "Első jelentés a Magyarhoni Földtani Társulatról" című füzetben.  Fennállásának 100. éves  évfordulójára Vendl Aladár írt összefoglalót. 1998-ban a Társulat megalakulásának 150. évfordulójára jelent meg A Magyarhoni Földtani Társulat harmadik félévszázada című  kiadvány, amely az 1948-1998 közötti eseményeket dolgozza fel. (Dudich Endre, Székyné Fux Vilma, Dobos Irma műve). 
Ugyancsak 1998-ban ebben az évben Dudich Endre angol nyelven közreadta a Társulat 1848-tól 1998-ig terjedő időszakának történetét, az Acta Geologica Hungarica folyóirat 40/2. számában, és a Földtani Közlöny 128/1. füzetében megjelent A MFT történetének mérföldkövei cikke cikke.

## Alapvető feladata
a földtan és rokontudományai művelésével foglalkozó szakemberek összefogása,
a gyakorlati és tudományos eredmények bemutatása, terjesztése, publikálása,
a szakemberek tudományos és gyakorlati továbbképzésének segítése,
a földtani kutatásokhoz  és a bányászathoz kapcsolódó kulturális örökség ápolása, megőrzésének elősegítése,
a földtani tudományt művelők szakmai és közösségi érdekképviselete,
a tagok kezdeményezésének, javaslatainak megvitatása, esetenként továbbítása a rendelkezésre álló csatornákon a döntéshozó szervekhez.

## Tevékenysége

### Tudományos tevékenység, kutatás
- Szaküléseket, vitaüléseket, klubesteket, ankétokat, tanulmányutakat,  vándorgyűléseket rendez, kongresszusokat tart, területi szervezeteket, szakosztályokat és munkabizottságokat hoz létre, és működésüket elősegíti.
- Szervezi a tagság tájékoztatását a szakma legújabb eredményeiről, elősegíti mind a belföldi, mind a külföldi tapasztalatok megismerését és felhasználását.
- Javaslatokat tesz illetékes szerveknek a szakmával kapcsolatos időszerű és fontos feladatok megoldására, valamint társadalmi véleményt nyilvánít elvi és gyakorlati kérdésekben.
- Tanulmányokat, szakvéleményeket készít, megszervezi a szakmai - ágazati problémák széleskörű megvitatását.
- Megbízásokat vállal, kutatási és fejlesztési témákat javasol.

### Nevelés, és oktatás, képességfejlesztés, ismeretterjesztés
- Részt vesz szakemberek képzésében és továbbképzésében, foglalkozik a szakterületét érintő oktatási, képességfejlesztési és ismeretterjesztési kérdésekkel, előmozdítja ezek fejlesztését.
- Kiemelt figyelmet fordít a fiatalok szakmai és társadalmi beilleszkedésére, nyugdíjasok szakmai tapasztalatainak felhasználására.
- Természetvédelmi, környezetvédelmi, kulturális, a kulturális örökség megóvására irányuló, valamint műemlékvédelmi tevékenységet folytat
- Folyóiratokat és egyéb kiadványokat jelentet meg és  terjeszt
- Javaslataival és véleményével segíti a működési területéhez tartozó szakmai könyvkiadást, közreműködik a szakmai propaganda és ismeretterjesztő munkában, és maga is végez kiadói tevékenységet.
- A földtani természeti értékek (pl. földtani alapszelvények, vízbázis) védelme, valamint természetes és épített környezet védelme érdekében szakvéleményt készít, tudományos tanácskozásokat szervez, illetve más alkalmas formában cselekszik.

### Határon túli magyarsággal kapcsolatos tevékenység
Megismerteti és támogatja a külföldön élő magyar földtudományi szakemberek munkásságát, a HUNGEO Tudományos és Oktatásügyi Program közreműködésével.